# 亀山恭平
亀山 恭平（かめやま きょうへい、1887年（明治20年）1月 - 没年不明）は、日本の銀行家。日本勧業銀行地方顧問。族籍は岐阜県士族。

## 人物
岐阜県士族・亀山顕造の二男。1908年、家督を相続した。1910年、東京高等商業学校（現一橋大学）卒業。濃飛農工銀行支配人、取締頭取等を歴職。宗教は神道。住所は岐阜県岐阜市神田町二丁目、同市八ッ寺町。

## 家族・親族
亀山家
- 父・顕造（岐阜士族）[3][4]
- 母・みやゑ（1862年 - ?）[3]
- 弟
  - 確郎（1890年 - ?、北海道、初代相馬哲平の孫・ハツの婿養子となる）[3]
  - 悌吉（1893年 - ?）[3]
  - 欽司（1897年 - ?）[3]
- 妻・まさ（1894年生 - ?、愛知、服部富三郎の四女）[3][4]
- 長男・俊吉[1]（1913年 - ?、名古屋銀行勤務）[2]
  - 同妻（岐阜、中島京太郎の二女）[2]
- 二男・篤郎（1915年 - ?）[1]
- 三男・浩吉[1]（1919年 - 2016年）
- 五男（1925年 - ?）[1]
- 六男（1928年 - ?）[1]

親戚
- 実弟・相馬確郎（北海道銀行、函館貯蓄銀行各取締役）
- 初代相馬哲平（北海道多額納税者、貴族院議員、相馬合名代表社員）